# Estadio Abel Sastre
El Estadio Abel Sastre, también conocido como El Coliseo del Golfo es el estadio del Club Social y Deportivo Madryn. Fue inaugurado el 19 de noviembre de 2006, en el marco de un partido por el viejo Torneo Argentino B, en el que el local venció 6 a 0 al conjunto neuquino de Alianza de Cutral Co. Posee una capacidad de 8.000 personas sentadas. 
Se encuentra dentro del Complejo Polideportivo Leopoldo Remussi junto con el Nuevo Palacio Aurinegro, también llamado Luján Barrientos, el microestadio, la cancha auxiliar Walter Casado, la cancha auxiliar sintética y próximamente un hotel boutique, una pileta semiolimpica y su propia tienda oficial.

## Construcción e inauguración
El estadio del Deportivo Madryn fue ideado y construido por sus hinchas, que por décadas quisieron volver a tener una cancha propia luego de haber perdido la posibilidad de usar su cancha anterior, ubicada en la calle Fontana al 400. Después de muchos años de trabajo en los que el equipo hizo de local en otras canchas en Rawson, Trelew y Puerto Madryn, se decidió construir el estadio en su ubicación actual. Para ello, se empezaron diferentes tipos de trabajos tales como la limpieza del predio, que en ese momento era un descampado, la plantación de pinos alrededor de lo que hoy es el predio Leopoldo Remussi, campañas por diarios, radio y televisión para la colaboración con bolsas de cemento y otros materiales de construcción y la plantación del césped, entre otras actividades.
El objetivo de los hinchas se cumplió el 19 de noviembre de 2006, después de una caravana por la ciudad que incluyó a miles de fanáticos. La inauguración fue en el marco de un partido por el viejo Torneo Argentino B, disputado frente a Alianza de Cutral Co, donde fue victoria por 6 a 0 para el conjunto madrynense.

El evento fue televisado en directo por Canal 7 de Rawson y Canal 12 de Madryn, con una transmisión de alcance provincial y con cobertura de otros medios patagónicos.